# Donkoi
Donkoi est une localité dans le Sud de la Côte d'Ivoire dans la région de l'Agnéby-Tiassa. La localité rurale de Donkoi appartient au département d'Agboville, rattachée à la sous-préfecture d'Azaguié. Sa population est estimée à environ 499 habitants. 